# 沙羅けい
沙羅 けい（さら けい）は、元宝塚歌劇団男役（元雪組副組長）。大阪府大阪市東住吉区出身。東大谷高等学校出身。宝塚歌劇団時代の愛称はクミ、サラ。

## 来歴・人物
1969年に宝塚音楽学校に入学し、1971年に卒業。同年、57期生として、宝塚歌劇団に入団し、花組公演『花は散る散る/ジョイ!』で初舞台を踏む。宝塚入団時の成績は55人中14位。1972年3月2日に雪組配属。
1988年から退団の年まで雪組副組長を務める。
1989年11月30日に宝塚歌劇団を退団。

## 宝塚歌劇団時代の主な舞台
- 『ベルサイユのばら』新人公演：ジャルジェ将軍 役（本役：沖ゆき子、丘千明）（1975年8月 - 9月：宝塚大劇場、1976年3月 - 4月：東京宝塚劇場）
- 『星影の人』横井良玄 役（1977年4月 - 5月：宝塚大劇場、9月：全国ツアー）
- 『千太郎纏しぐれ』八兵衛 役 （1984年9月 - 11月：宝塚大劇場）
- 『風と共に去りぬ』ミード博士 役（1984年3月 - 5月：宝塚大劇場、7月：東京宝塚劇場）
- 『はばたけ黄金の翼よ』ルッカ伯爵 役（1985年1月 - 2月：宝塚大劇場、4月：東京宝塚劇場）
- 『愛のカレードスコープ』第一話：カルロス 役（1985年6月 - 8月：宝塚大劇場、11月：東京宝塚劇場）
- 『大江山花伝』千年杉 役（1986年2月 - 3月：宝塚大劇場、6月：東京宝塚劇場）
- 『ヴァレンチノ』ラスキー 役（1986年4月 - 5月：宝塚バウホール）
- 『三つのワルツ』第3部：宣伝課長 役（1986年８月 - ９月：宝塚大劇場、12月：東京宝塚劇場）
- 『梨花 王城に舞う』フビライ汗 役 /『ザ・レビュースコープ』（1987年9月 - 11月：宝塚大劇場）
- 『宝塚をどり讃歌』/『サマルカンドの赤いばら』アームッド王 役（1987年3月 - 5月：宝塚大劇場、7月：東京宝塚劇場）
- 『風と共に去りぬ』ワイティング夫人 役（1988年1月 - 2月：宝塚大劇場、1988年4月：東京宝塚劇場）
- 『たまゆらの記』長屋王 役（1988年7月 - 8月：宝塚大劇場、1988年11月：東京宝塚劇場）
- 『ツーロンの薔薇』ハンス・ボルゲン 役（1988年12月、1989年1月：宝塚バウホール）
- 『ムッシュ・ド・巴里』王太子ルイ 役 /『ラ・パッション!』（1989年2月 - 3月：宝塚大劇場、6月：東京宝塚劇場）
- 『ベルサイユのばら－アンドレとオスカル編－』オルレアン公爵 役（1989年8月 - 9月：宝塚大劇場、11月：東京宝塚劇場）